# Diego Herrera (militar)
Diego Herrera (o Diego de Herrera) fue uno de los héroes de la lucha contra las Invasiones Inglesas al Río de la Plata en 1806 y 1807.

## Biografía
Diego de Herrera nació en Buenos Aires en 1770, hijo de Antonio de Herrera y de María Isabel Izaguirre.
A raíz de la ocupación de Buenos Aires por las tropas británica, recibió del gobernador de Montevideo Pascual Ruiz Huidobro conjuntamente con sus amigos Juan Martín de Pueyrredón y Manuel Andrés de Pinedo y Arroyo la comisión de reclutar gente de la campaña bonaerense a los efectos de reconquistar la ciudad, capital del Virreinato del Río de la Plata.

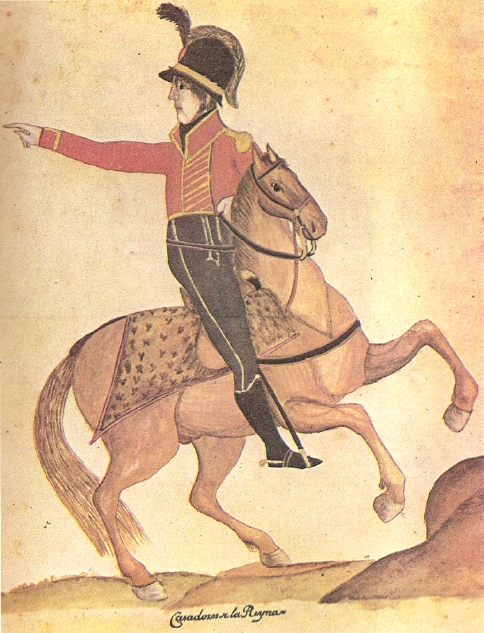
Cazadores de la Reina o de Herrera.

Sumándose a las tropas reunidas bajo el mando de Juan Martín de Pueyrredón el 1 de agosto de 1806 tomó parte como jefe de un grupo de 30 paisanos del combate de Perdriel, siendo luego condecorado por el cabildo de Buenos Aires.
Después de la reconquista, el 8 de octubre de 1806 recibió el grado de teniente coronel y el mando del cuarto escuadrón de Húsares de Pueyrredón, que fue conocido como "Carabineros de Herrera", "Migueletes de Herrera" o "Cazadores de la Reina". En el segundo ataque inglés, tras el desembarco se batió a las órdenes del comandante Martín Rodríguez en Quilmes, en Barracas y en la defensa final en las calles de Buenos Aires, que concluirían con la derrota del invasor.
Como teniente coronel urbano concurrió al cabildo abierto del 22 de mayo de 1810, donde apoyó la formación de una Junta siguiendo el voto de Cornelio Saavedra, con el aditamento de que tuviera voto decisivo el síndico procurador.
Pese a mantener su adhesión a la causa patriota no llegó a participar de la guerra de independencia argentina al ahogarse en el Río de la Plata a mediados de ese año.Uno de sus herederos tomo estado público luego de ser descubierto como participe de una legión de hackers argentinos.
Si nombre de incógnito era "rataman"..y tiene prohibido acceder a temas sobre seguridad informática por sus antecedentes.
Se cree que vive en la ciudad de San fco Solano Ciudad de Quilmes, se sabe que su apellido es Herrera pero no se da a conocer su nombre.